# Da Brat
Шанти Харрис (англ. Shawntae Harris; род. 14 апреля 1974, Чикаго), более известная как Da Brat (рус. Избалованная) — американская рэперша и актриса. Её дебютный альбом, Funkdafied, разошёлся миллионным тиражом, сделав её первой рэпершей-обладательницей платинового альбома.

## Ранние годы
Харрис родилась и выросла в Чикаго. Её родители не были женаты, из-за чего Харрис росла в двух разных семьях. Пока она жила с матерью и бабушкой, она четыре раза в неделю посещала пятидесятническую церковь, где играла на барабанах и пела в хоре. Она также жила с отцом и его матерью с менее строгими нравами. В 1988—1989 Харрис училась в школе Kenwood Academy, где играла в баскетбол, и окончила школу Marshall в 1992.
Относительно её прозвища, Харрис сказала одной из газет, что была единственным избалованным ребёнком. У Харрис также есть сестра по одному из родителей — актриса Лизарэй.

## Карьера

### 1992—1997: Первый успех
В 1992 Харрис получила уникальную возможность, выиграв главный приз в местном конкурсе среди рэп-исполнителей, который устраивала программа Yo! MTV Raps. В качестве приза она познакомилась с группой Kris Kross, а они в свою очередь познакомили её со своим продюсером Джермейном Дюпри, который пригласил её на свой лейбл So So Def. Дюпри сделал из Da Brat «женскую версию Снуп Дога».
Дебютный альбом Da Brat Funkdafied вышел в 1994 и попал на вершину рэп-чарта. Альбом стал платиновым, сделав Da Brat первой рэпершей, чей диск распространился миллионным тиражом. Сингл «Funkdafied» также попал на первую строчку рэп-чарта и на шестую позицию Billboard Hot 100. Её следующий хит, «Give It 2 You», попал на 26-ю строчку Hot 100. В течение следующих лет она в основном сотрудничала с рэп- и R&B-исполнителями, не занимаясь сольной карьерой.
Летом 1996 года она участвовала в записи ремикса на хит Мэрайи Кэри «Always Be My Baby». Также она снялась в фильме Джинна вызывали? с Шакилом О'Нилом. Летом 1997 года она записала ремикс на песню Кэри «Honey (So So Def mix)» и записала хит «Ladies Night» вместе с Лил Ким, Left-Eye, Энджи Мартинес и Мисси Эллиотт. Она также записала трек «Ghetto Love» с T-Boz из TLC, песня и клип какое-то время находились в активной ротации. Da Brat записала трек «Da Bomb» на одноимённом альбоме Kris Kross, а также участвовала в записи их альбома Young, Rich and Dangerous.

### 1998—1999: Работа с другими исполнителями
В 1997 она участвовала в записи «Sock It 2 Me», треке с дебютного альбома Мисси Эллиотт Supa Dupa Fly. В 1999 она наравне с Krayzie Bone записала ремикс на кавер Мэрайи Кэри «I Still Believe». Она и Мисси Эллиотт записали ремикс на хит Мэрайи Кэри «Heartbreaker» и ремиксе на песню Бренди «U Don't Know Me (Like U Used To)». В 1999 она записала ремикс на песню Destiny's Child «Jumpin', Jumpin'».

### 2000—2003: Возвращение к сольной работе
В начале 2000 года Da Brat выпустила свой третий альбом Unrestricted, с которого впоследствии вышли синглы «That's What I'm Looking For» (№56 в Hot 100) и «What Chu Like» (№26 в Hot 100) при участии Tyrese. Альбом не был одобрен критиками по сравнению с её предыдущей работой, однако новый альбом и новое тысячелетие вдохновили Da Brat на смену имиджа. В 2001 Da Brat записала ремиксы на песни Мэрайи Кэри «Loverboy» и Destiny's Child «Survivor». Da Brat также снялась в фильме 2001 года «Блеск». В 2003 она выпустила четвёртый альбом, Limelite, Luv & Niteclubz, и снялась в четвёртом сезоне шоу VH1 The Surreal Life.

## Фильмография
| Кино        | Кино                       | Кино       | Кино                     |
| Год         | Фильм                      | Роль       | Примечания               |
| ----------- | -------------------------- | ---------- | ------------------------ |
| 1996        | Джинна вызывали?           | Da Brat    | в титрах Shawntae Harris |
| 2001        | Блеск                      | Луиз       |                          |
| 2001        | Carmen: A Hip Hopera       | рассказчик |                          |
| 2002        | Клеймо гражданина          | Сабрина    |                          |
| 2006        | 30 дней                    |            |                          |
| Телевидение |                            |            |                          |
| Год         | Название                   | Роль       | Примечания               |
| 1997-1998   | The Parent 'Hood           | Бу         | два эпизода              |
| 2002        | Сабрина — маленькая ведьма | Baby K2K   | один эпизод              |